# Скрипка, Владимир Эдуардович
Владимир Эдуардович Скрипка (11 ноября 1974) — украинский футболист, нападающий.

## Игровая карьера
В футбол начинал играть в симферопольской «Таврии». Дебют в высшей лиге чемпионата Украины 21 апреля 1995 года в матче «Таврия» — «Темп» — 3:1. В команде из Симферополя провёл всего два матча, затем играл в другом крымском коллективе — «Динамо» (Саки). С 1996 по 1999 года играл в любительских командах, где был замечен главным тренером СК «Николаев» Михаилом Калитой. По его приглашению стал игроком «корабелов». В сезоне 2001/02 годов Скрипка забил в чемпионате 13 мячей, за что получил от городского головы Владимира Чайки квартиру. По итогам выступлений в 2001 году признавался лучшим футболистом Николаевской области. С 2003 года играл в командах «Олимпия ФК АЭС», «Водник (Николаев)», «Электрометаллург-НЗФ», «Крымтеплица».
В 2005 году вернулся в любительские коллективы. Играл в «Радсаде», где стал лучшим бомбардиром чемпионата области, затем в «Торпедо» (Николаев). В составе «Торпедо» — серебряный (2008) призёр любительского чемпионата, финалист (2007) любительского Кубка Украины, чемпион (2006, 2008). После завершения игровой карьеры продолжил работать в «Торпедо» администратором. Играет в турнирах среди ветеранов. Обладатель Суперкубка Украины (2009).